# Patinação artística nos Jogos Olímpicos de Inverno de 1994 - Individual feminino
A competição individual feminina da patinação artística nos Jogos Olímpicos de Inverno de 1994 foi disputado entre 27 patinadoras.

## Medalhistas
| Ouro   | UKR Oksana Baiul   |
| Prata  | USA Nancy Kerrigan |
| Bronze | CHN Chen Lu        |

## Resultados
| #                                   | Nome                 | País                | PC | PL | TFP  |
| ----------------------------------- | -------------------- | ------------------- | -- | -- | ---- |
| Medalha de ouro                     | Oksana Baiul         | UKR Ucrânia         | 2  | 1  | 2.0  |
| Medalha de prata                    | Nancy Kerrigan       | USA Estados Unidos  | 1  | 2  | 2.5  |
| Medalha de bronze                   | Chen Lu              | CHN China           | 4  | 3  | 5.0  |
| 4                                   | Surya Bonaly         | FRA França          | 3  | 4  | 5.5  |
| 5                                   | Yuka Sato            | JPN Japão           | 7  | 5  | 8.5  |
| 6                                   | Tanja Szewczenko     | GER Alemanha        | 5  | 6  | 8.5  |
| 7                                   | Katarina Witt        | GER Alemanha        | 6  | 8  | 11.0 |
| 8                                   | Tonya Harding        | USA Estados Unidos  | 10 | 7  | 12.0 |
| 9                                   | Josée Chouinard      | CAN Canadá          | 8  | 9  | 13.0 |
| 10                                  | Anna Rechnio         | POL Polônia         | 9  | 12 | 16.5 |
| 11                                  | Krisztina Czako      | HUN Hungria         | 12 | 11 | 17.0 |
| 12                                  | Mila Kajas           | FIN Finlândia       | 16 | 10 | 18.0 |
| 13                                  | Lenka Kulovana       | CZE República Checa | 11 | 14 | 19.5 |
| 14                                  | Marie-Pierre Leray   | FRA França          | 14 | 13 | 20.0 |
| 15                                  | Charlene Von Saher   | GBR Grã-Bretanha    | 13 | 16 | 22.5 |
| 16                                  | Nathalie Krieg       | SUI Suíça           | 15 | 17 | 24.5 |
| 17                                  | Laetitia Hubert      | FRA França          | 20 | 15 | 25.0 |
| 18                                  | Rena Inoue           | JPN Japão           | 19 | 18 | 27.0 |
| 19                                  | Elena Liashenko      | UKR Ucrânia         | 17 | 19 | 27.5 |
| 20                                  | Marta Andrade        | ESP Espanha         | 21 | 21 | 31.5 |
| 21                                  | Lily Lyoonjung Lee   | KOR Coreia do Sul   | 24 | 20 | 32.0 |
| 22                                  | Liudmila Ivanova     | UKR Ucrânia         | 19 | 23 | 32.5 |
| 23                                  | Ying Liu             | CHN China           | 23 | 22 | 33.5 |
| 24                                  | Tzvetelina Abrasheva | BUL Bulgária        | 22 | 24 | 35.0 |
| Não avançaram para o programa longo |                      |                     |    |    |      |
| 25                                  | Zhao Guona           | CHN China           | 25 |    |      |
| 26                                  | Susan Humphreys      | CAN Canadá          | 26 |    |      |
| 27                                  | Irena Zemanova       | CZE República Checa | 27 |    |      |

Legenda
| Recorde mundial      | Recorde mundial (World record)               |                       | Recorde africano                      | Recorde africano (African) |                                           | Q | Classificado por posição (Qualified) |
| Recorde olímpico     | Recorde olímpico (Olympic record)            | Recorde da América    | Recorde da América (Americas)         | q                          | Classificado por melhor tempo (Qualified) |   |                                      |
| Melhor marca do ano  | Melhor marca do ano (World leading)          | Recorde asiático      | Recorde asiático (Asian)              | DNS                        | Não largou (Did not start)                |   |                                      |
| Recorde nacional     | Recorde nacional (National record)           | Recorde europeu       | Recorde europeu (European)            | DNF                        | Não terminou (Did not finish)             |   |                                      |
| Recorde pessoal      | Recorde pessoal do atleta (Personal best)    | Recorde da Oceania    | Recorde da Oceania (Oceania)          | DSQ / DQ                   | Desclassificado (Disqualified)            |   |                                      |
| Recorde da temporada | Recorde da temporada do atleta (Season best) | Recorde sul-americano | Recorde sul-americano (South America) | NM                         | Sem marca (No mark)                       |   |                                      |